# Кокдала (Китай)
Кокдала (уйг. كۆكدالا شەھىرى‎, кит. упр. 可克达拉, пиньинь Kěkèdálā) — городской уезд в Синьцзян-Уйгурском автономном районе КНР. Не входит ни в какие административные единицы, а подчиняется напрямую правительству автономного района.

## История
Эта местность входила в состав Или-Казахского автономного округа, её развитием занималась 4-я дивизия Синьцзянского производственно-строительного корпуса. Решением Госсовета КНР от 16 марта 2015 года Кокдала был выделен из состава Или-Казахского автономного округа в отдельный городской уезд, подчинённый непосредственно правительству Синьцзян-Уйгурского автономного района.

## Экономика
В уезде развиты молочное и мясное животноводство, выращивание овощей в теплицах, производство комбикормов и удобрений, пищевая промышленность (в том числе переработка молока и мяса), машиностроение (оборудование для животноводства).